# Аргайл (Нью-Йорк)
Аргайл (англ. Argyle) — місто (англ. town) в США, в окрузі Вашингтон штату Нью-Йорк. Населення — 3644 особи (2020).

## Демографія
Згідно з переписом 2010 року, у місті мешкали 3782 особи в 1438 домогосподарствах у складі 1038 родин. Було 1879 помешкань
Расовий склад населення:
| - 97,8 % — білих - 0,5 % — азіатів - 0,3 % — чорних або афроамериканців - 0,1 % — корінних американців |

До двох чи більше рас належало 1,1 %. Частка іспаномовних становила 1,1 % від усіх жителів.
За віковим діапазоном населення розподілялося таким чином: 21,0 % — особи молодші 18 років, 61,5 % — особи у віці 18—64 років, 17,5 % — особи у віці 65 років та старші. Медіана віку мешканця становила 44,4 року. На 100 осіб жіночої статі у місті припадало 100,6 чоловіків;  на 100 жінок у віці від 18 років та старших — 99,7 чоловіків також старших 18 років.
Середній дохід на одне домашнє господарство  становив 67 785 доларів США (медіана — 52 805), а середній дохід на одну сім'ю — 79 060 доларів (медіана — 62 500). Медіана доходів становила 48 542 долари для чоловіків та 38 910 доларів для жінок. За межею бідності перебувало 17,1 % осіб, у тому числі 31,6 % дітей у віці до 18 років та 15,2 % осіб у віці 65 років та старших.
Цивільне працевлаштоване населення становило 2001 особа. Основні галузі зайнятості: освіта, охорона здоров'я та соціальна допомога — 27,9 %, виробництво — 17,5 %, роздрібна торгівля — 8,4 %, будівництво — 7,6 %.